# جيسي بليمنز
جيسي بليمنز (بالإنجليزية: Jesse Plemons)‏ مواليد 2 أبريل 1988 في دالاس، تكساس، الولايات المتحدة، هو ممثل أمريكي بدأ مسيرته الفنية عام 1998.

## الأعمال

### أفلام
- حرب أهلية (2024)

## روابط خارجية
- جيسي بليمنز على موقع IMDb (الإنجليزية)
- جيسي بليمنز على موقع روتن توميتوز (الإنجليزية)
- جيسي بليمنز على موقع قاعدة بيانات الأفلام العربية
- جيسي بليمنز على موقع ألو سيني (الفرنسية)
- جيسي بليمنز على موقع أول موفي (الإنجليزية)
- جيسي بليمنز على موقع بوكس أوفيس موجو (الإنجليزية)
- جيسي بليمنز على موقع قاعدة بيانات الأفلام السويدية (السويدية)
- جيسي بليمنز على موقع قاعدة بيانات الفيلم (الإنجليزية)
- جيسي بليمنز على موقع كينوبويسك (الروسية)